# 提潘
法希姆·拉希德·納札（英語：Faheem Rasheed Najm，1985年9月30日－），藝名提潘（T-Pain），是一名美國饒舌歌手、歌手、詞曲作家和音樂製作人。他最早是团体 "Nappy Headz" 中的饶舌歌手。在2005年，他独立发展，同年发行他的首张专辑——Rappa Ternt Sanga，其中著名的单曲有 "I'm Sprung" 和 "I'm N Luv (Wit A Stripper)"。除此以外，他也大量与其他饶舌和R&B歌手合作，制作出多首成功的歌曲。2008年，T-Pain与 Kanye West 因单曲 "Good Life" 而获格莱美奖。
T-Pain的音乐中大量运用Auto-Tune（自动调谐）技术。

## 早年经历
T-Pain出生於美国佛罗里达州塔拉哈西，他在10岁时就把他的卧室改装成一个小型的录音室，具有电子琴、beat machine和四轨迹录音机，开始创作歌曲。
他选取的艺名“T-Pain”是 "Tallahassee Pain" 的简写，指他在塔拉哈西生活时经历的艰难情况。
他是一名穆斯林，即回教信徒。

## 作品列表
专辑：
- Rappa Ternt Sanga (2005)
- Epiphany (2007)
- Thr33 Ringz (2008)
- RevolveЯ (2010)